# Związek Miast Śląskich
Związek Miast Śląskich (czes. „Svaz slezských měst”) – sojusz miast powołany w celu wspólnej obrony przed Luksemburgami oraz ochrony szlaków handlowych przed rycerzami-rabusiami.

## Historia
Został utworzony w 1346 roku przez księcia świdnicko-jaworskiego Bolka II Małego w związku z wojną polsko-czeską o Śląsk W skład związku początkowo weszły miasta należące do Bolka, tj. Bolesławiec, Chojnów, Jawor, Jelenia Góra, Lwówek Śląski, Świdnica, Wleń i Złotoryja. 30 grudnia 1355 związek liczył już 10 miast. Od 1367r do związku zaczęły dołączać miasta należące Władysława Opolczyka. W 1370 związek rozprzestrzenił się poza Śląsk, gdyż do związku przystąpił Wieluń. W 1382 do związku przystąpiły miasta Księstwa cieszyńskiego. 17 lipca 1402 związek objął Wrocław. W roku 1447, po zakończeniu wojen husyckich, związek wykupił czeskie zamki: Adršpach (Adrszpach), Střmen (Strzemię) oraz Skály (Skała), które służyły jako baza wypadowa wypraw na Śląsk od czasów Jana Ślepego, a w latach 1430–1436 obsadzone były oddziałami husyckimi Jana Krušiny z Lichtemburka. Sama rola związku ograniczyła się do współpracy w ściganiu przestępców. Związek został rozwiązany w 1526 przez Jana II Dobrego na skutek ultimatum wystawionego przez Ferdynanda I Habsburga.